# Hotel Tivoli (Panamá)
El hotel Tivoli fue un antiguo hotel ubicado en la Zona del Canal de Panamá, específicamente en las faldas del cerro Ancón, cerca del límite con la Ciudad de Panamá. Fue inaugurado el 15 de noviembre de 1906 con el propósito de alojar al presidente de Estados Unidos, Theodore Roosevelt, en su visita a la construcción del canal de Panamá.
El hotel se convirtió en punto neurálgico de la sociedad zonian y albergó a dignatarios, artistas y celebridades, también sirvió como punto de alojamiento a pasajeros de cruceros que pasaban por el canal, así como refugio para políticos panameños (incluyendo presidentes derrocados) que buscaban evitar ser apresados. En los últimos años, el hotel fue convertido en una casa de huéspedes para allegados de los trabajadores del canal, y finalmente fue clausurado el 15 de abril de 1971.